# Nera Tiebwa
Nera Tiebwa (* 2. Oktober 2008 auf Tarawa) ist eine Judoka aus Kiribati. Bei den Olympischen Sommerspielen 2024 in Paris war sie mit 15 Jahren die jüngste Judokämpferin aller Gewichtsklassen.

## Karriere
Nera Tiebwa trat bei den Pazifikspielen 2023 in Honiara in der Klasse bis 52 Kilogramm an und besiegte dort in der ersten Runde June Koidi von den Salomonen. Im Halbfinale scheiterte sie an der späteren Siegerin des Wettbewerbs, der Australierin Anneliese Fielder. Im Bronzekampf unterlag sie Prisicillia Monthouel aus Vanuatu.
2024 wurde Tiebwa aufgrund einer kontinentalen Quote für die Teilnahme an den Olympischen Spielen in Paris ausgewählt. Sie war eine von nur drei Teilnehmern aus Kiribati, die einzige Frau und die mit Abstand jüngste Sportlerin ihres Teams. Bei der Eröffnungszeremonie trug die 15-Jährige die Fahne ihres Landes. In der ersten Runde im Leichtgewicht (bis 57 Kilogramm) war sie als Nummer 258 der Weltrangliste im Kampf gegen die mehrfache Welt- und Europameisterin Darja Bilodid aus der Ukraine krasse Außenseiterin. Bilodid attackierte Tiebwa schon nach vier Sekunden mit einem O-uchi-gari; die junge Frau fand sich in Rückenlage wieder. Der Kampfrichter entschied eine Sekunde später auf Ippon, die höchstmögliche Wertung im Judo, die den sofortigen Sieg bedeutet. Damit waren die Olympischen Spiele für Tiebwa nach fünf Sekunden beendet. Trotz dieser raschen Niederlage wurde sie vom Publikum mit Applaus verabschiedet. Weltweit berichteten Zeitungen, Fernsehanstalten und soziale Medien über die Sportlerin, die für ihre Einsatzbereitschaft und ihren olympischen Sportsgeist gefeiert wurde. Hervorgehoben wurde unter anderem, dass Nera Tiebwa für die Reise nach Paris einen Anfahrtsweg von 14.000 Kilometern auf sich genommen hatte.